# Придорожное (Омская область)
Придоро́жное — деревня в Нижнеомском районе Омской области. Входит в состав Нижнеомского сельского поселения.

## История
Основана в 1912 году. В 1928 году посёлок Придорожный состоял из 58 хозяйств, основное население — украинцы. В административном отношении находился в составе Лавринского сельсовета Иконниковского района Омского округа Сибирского края.

## Население
| 2010 |
| ---- |
| 223  |

## Улицы
| - ул. Зелёная, - ул. Ленина, | - ул. Новая, - ул. Центральная. |